# Beata Topka
Beata Anna Topka (ur. 20 stycznia 1999) – polska lekkoatletka.
W 2015 została halową wicemistrzynią Polski juniorek młodszych w biegu na 1000 m z czasem 2:55,16 s, mistrzynią kraju juniorek młodszych w biegach przełajowych na 2 km, a także zdobyła srebrny medal Ogólnopolskiej Olimpiady Młodzieży w biegu na 1500 m z czasem 4:32,73 s oraz brązowy Olimpijskiego Festiwalu Młodzieży Europy w tej samej konkurencji z czasem 4:35,33 s. W 2016 została halową mistrzynią Polski juniorek młodszych w biegu na 1000 m z czasem 2:52,29 s oraz mistrzynią kraju juniorek młodszych w biegach przełajowych na 2 km. W 2017 została młodzieżową mistrzynią Polski w biegu na 1500 i 3000 m.
2012–2023 reprezentantka klubu ULKS Talex Borzytuchom, trenowana przez Jarosława Ścigałę (2016).
Od 2023 reprezentantka UKS Barnim Goleniów, trenowana przez Jacka Kostrzebę.
Rekordy życiowe:
- bieg na 800 metrów – 2:09,61 s (Słupsk, 27 maja 2017)
- bieg na 800 metrów (hala) – 2:07,68 s (Toruń, 30 stycznia 2021)
- bieg na 1000 metrów – 2:46,59 s (Chojnice, 17 sierpnia 2019)
- bieg na 1000 metrów (hala) – 2:45,88 s (Toruń, 6 stycznia 2018)
- bieg na 1500 metrów – 4:12,00 s (Poznań, 24 czerwca 2021)
- bieg na 1500 metrów (hala) – 4:17,17 s (Toruń, 6 lutego 2021)
- bieg na 2000 metrów (hala) – 5:52,39 s (Toruń, 23 stycznia 2021)
- bieg na 3000 metrów – 9:14,30 s (Włocławek, 18 lipca 2020)
- bieg na 3000 metrów (hala) – 9:13,89 s (Toruń, 17 lutego 2021)